# علي حسن السمني
علي حسن السمني أستاذ سابق للغة العربية في كلية الآداب جامعة عين شمس، وجامعة طوكيو للدراسات الأجنبية ورئيس سابق للمركز الإسلامي في اليابان. أتي إلى اليابان عام 1963 وعمل في الجامعات اليابانية حتى 1978، وتخرج وأسلم على يديه المئات من اليابانيين، وراجعه كبار الأساتذة واستفادوا منه، وكان له مجلس إفتاء بمسجد طوكيو بعد عصر كل يوم أحد.. ومعه عبد الكريم سايتو ود. صالح السامرائي. لمجهوداته الجبارة في التقديم والتعريف بالثقافة العربية والإسلامية فقد وسم بميدالية من طرف إمبراطور اليابان.

## حياته الشخصية
تزوج من سيدة مصرية، وله منها عدد من الأبناء منهم:
- حسن السمني اللواء الدكتور في القانون ووكيل المخابرات العامة سابقا.
- إبراهيم السمني محاضر الثقافة العربية في جامعة أوكيناوا باليابان، ووالد لاعب كرة القدم أسامة السمني.

ثم تزوج من سيدة يابانية، وله منها بنتان هما كلاهما خريجتا جامعة القاهرة كلية الاقتصاد:
- موروأوكا كريمة السمني 師岡カリーマ・エルサムニー مقدمة اللغة العربية في قناة NHK العالمية، وأستاذة اللغة العربية في جامعة طوكيو 獨協大学
- موروأوكا إيمان السمني 師岡イマーン مذيعة لدروس اللغة العربية في راديو NHK

## مواقع خارجية
- المركز الإسلامي في اليابان